# マッチとデート
『マッチとデート』は、1980年10月から1985年3月まで文化放送で放送されていたラジオバラエティ番組である。NRN系のラジオ局でも10分番組として放送されたり、ワイド番組の一部に組み込まれたりしていた。

## 概要
マッチこと近藤真彦がパーソナリティを務めていた帯番組。
前期にはぺんてるの一社提供で、『Pop'n Pop 夜の放課後・マッチとデート』と題して放送されていた。Pop'n Pop とは、ぺんてるが当時製造していた蛍光ボールペンである。1982年10月からは日産自動車の一社提供になり、それに合わせてタイトルも『夜にくちづけ・マッチとデート』に変更された。後期には、当時近藤がCM出演していた日産・マーチとのタイアップ企画も行っていた。
テーマ曲はアール・クルー「バレッタのテーマ」。
地方局では、1982年9月まで『マッチと一緒に』と題して放送されていた。地方局においてはスポンサーは付かず、本来はCMが入る番組開始直後と終了間際にCMフィラーの音楽が掛けられていた。番組終了時には、女性アナウンサーによる「ではこれで、マッチとデート（マッチと一緒に）を終わります」というアナウンスがフィラーとともに流れ、そのまま音声がフェイドアウトしながら終了していた。
本番組終了後の1985年4月から、近藤の文化放送におけるレギュラー番組枠は日曜日午前8:30 - 9:30枠に移り、『日産サンデーステーション 日曜日はマッチとデート』と改題・リニューアルしてスタートしている。

## コーナー
トークコーナー（「マッチとTVでんわ」など固有コーナー名は不定：毎週火曜日）
近藤がリスナーの下へ電話をし、彼らとトークするコーナー。
ドンキー学園応援歌（毎週金曜日）
架空の学園「ドンキー学園」の応援歌を作っていくコーナー。文化放送では『吉田照美のてるてるワイド』内の放送であったため、金曜日には吉田照美も参加し、応援歌を歌ったり簡単なコントをやったりしていた。
マッチの青い事件簿
リスナーからの身の周りのささやかな出来事を綴ったはがきを紹介。

## 放送されていた局
※放送曜日はいずれも月曜日から金曜日まで。
- 文化放送（制作局）
  - 23:30 - 23:40 （1980年10月〜1982年9月）
  - 21:13 - 21:25 （1982年10月〜1984年9月）
  - 23:30 - 23:40 （1984年10月〜1985年3月）※1982年9月までの放送時間に戻る
- 札幌テレビ放送：21:30 - 21:40 （1982年10月〜1983年4月）[注釈 1]
- 北海道放送：22:40 - 22:50 （1983年10月から）[注釈 1]
- 秋田放送
  - 21:30 - 21:40 （1981年10月〜1982年3月）※1982年4月〜同年9月の間は中断
  - 21:20 - 21:30 （1982年10月〜1983年3月、1983年10月から）※1983年4月〜同年9月の間は中断
- 山形放送
  - 21:45 - 21:55 （1981年10月〜1982年3月）※1982年4月〜同年9月の間は中断
  - 21:20 - 21:30 （1982年10月〜1983年3月、1983年10月から）※1983年4月〜同年9月の間は中断
- ラジオ福島：21:20 - 21:30 （1983年10月から）
- 新潟放送：21:20 - 21:30 （1982年10月〜1983年3月、1983年10月から）※1983年4月〜同年9月の間は中断
- 山梨放送：24:25 - 24:35 （1983年4月から）
- 北日本放送：21:20 - 21:30 （1982年10月〜1983年3月、1983年10月から）※1983年4月〜同年9月の間は中断
- 北陸放送：21:20 - 21:30 （1983年10月から）
- 山口放送
  - 21:10 - 21:20 （1981年10月〜1982年3月）※1982年4月〜同年9月の間は中断
  - 21:20 - 21:30 （1982年10月〜1983年3月、1983年10月から）※1983年4月〜同年9月の間は中断
- 四国放送
  - 21:40 - 21:50 （1981年10月〜1982年3月）※1982年4月〜同年9月の間は中断
  - 21:20 - 21:30 （1982年10月〜1983年3月、1983年10月から）※1983年4月〜同年9月の間は中断
- 南海放送：19:20 - 19:30 （1983年10月〜1984年3月）
- 高知放送：21:20 - 21:30 （1983年10月から、月曜は放送無し）
- 九州朝日放送
  - 23:00 - 23:10 （1982年10月〜1983年9月）
  - 21:10 - 21:20 （1983年10月当時）
- 長崎放送
  - 21:15 - 21:25 （1981年10月〜1982年3月）※1982年4月〜同年9月の間は中断
  - 21:10 - 21:20 （1982年10月〜1983年3月）※1983年4月〜同年9月の間は中断
  - 21:50 - 22:00 （1983年10月から）
- 熊本放送
  - 22:50 - 23:00 （1981年10月〜1983年3月）
  - 23:00 - 23:10 （1983年4月から）
- 宮崎放送：21:20 - 21:30 （1982年10月〜1983年3月、1983年10月から）※1983年4月〜同年9月の間は中断
- 南日本放送
  - 21:30 - 21:40 （1981年10月〜1982年3月）※1982年4月〜同年9月の間は中断
  - 21:20 - 21:30 （1982年10月〜1983年3月）
- ラジオ沖縄：22:20 - 22:30 （1983年4月〜同年9月）